# 松本紀念館
松本紀念館，是一座位於臺灣基隆市中正區的紀念性建築，紀念奉命主持基隆港之建港工程規劃松本虎太的貢獻於1936年建成，其在二戰時由軍方徵用，後來長期位於軍方管制區範圍內，故亦稱為旭丘指揮所。
2015年，該園區被登錄為基隆市歷史建築。

## 沿革

### 日治時期
松本虎太自京都帝國大學土木工學科畢業後，在1906年即來臺灣擔任臺灣總督府基隆築港局技手，設計與監督基隆港築港工程。
其在1917年2月至英美留學一年半，研究海水對筋混凝土的影響。之後在1927年7月擔任臺灣總督府技師，在1932年7月至1941年底退休期間，擔任交通局道路港灣課長兼基隆築港出張所所長。當時的基隆市長於1935年12月發起並組織了「松本紀念館建設委員會」，計畫興建松本記念館並做為接待外賓的會館>
記念館的地點選在獲選為「新臺灣八景」之一的基隆市旭丘真砂町派出所上方的台地，當時因基隆市的腹地有限，必須利用市郊的山丘和海濱作為市民的休閒場所。旭丘由於其周邊的地理環境而逐漸發展成基隆市的近郊遊憩區。當地居民發起了在頂石閣砲台一代興建運動場和遊樂園的活動，並計畫設置多個設施和攤販。經過要塞司令部的批准後，這項計畫得以實施。
紀念館所在區域為基隆市真砂町 217-1、217-2、219-3、219-4番地，並規劃興建本館（煉瓦造）66坪、附屬館舍（木造平家建）47坪、附屬家（館）2坪。
當時，紀念館被視為可遠眺基隆港，並成當時基隆市辦理重要活動、接待貴賓及招待住宿的地點。二戰時，松本記念館遭到日軍徵用成為「重砲兵連指揮所後軍事設施部署」。

### 戰後至今
戰後初期，該園區由中華民國國軍接管，此後則長期作為國軍軍方管制區，1950年4月前台灣省主席陳儀來臺後暫時駐留在特別招待所，名義保衛，實際秘密軟禁看管。張學良皆曾短暫待過此處，後在1970年代至1980年代間遭到軍方管制，海巡部隊也曾進駐此地，建築物也經大幅改變。2000年後，該建築由海巡署北部巡防局管理。
由於建築有嚴重的保護層剝落及鋼筋鏽蝕情況，屋頂樓板及防水層嚴重破損，自2019年開始，基隆市文化局進行修復再利用之工程計畫，並在2020年因大基隆歷史場景再現計畫，建築部分將完成修復再利用規劃設計，此次修復工程由徐裕健建築師事務所監造，寶鼎開發營造股份有限公司施工。暫時不對外開放。自2022年修復完工後，該園區未來將將交由文化設施科持續推動標租作業進行。
2024年12月，經轉型為地方文化故事館之後，旭丘指揮所開放民眾參觀。

## 建築設計

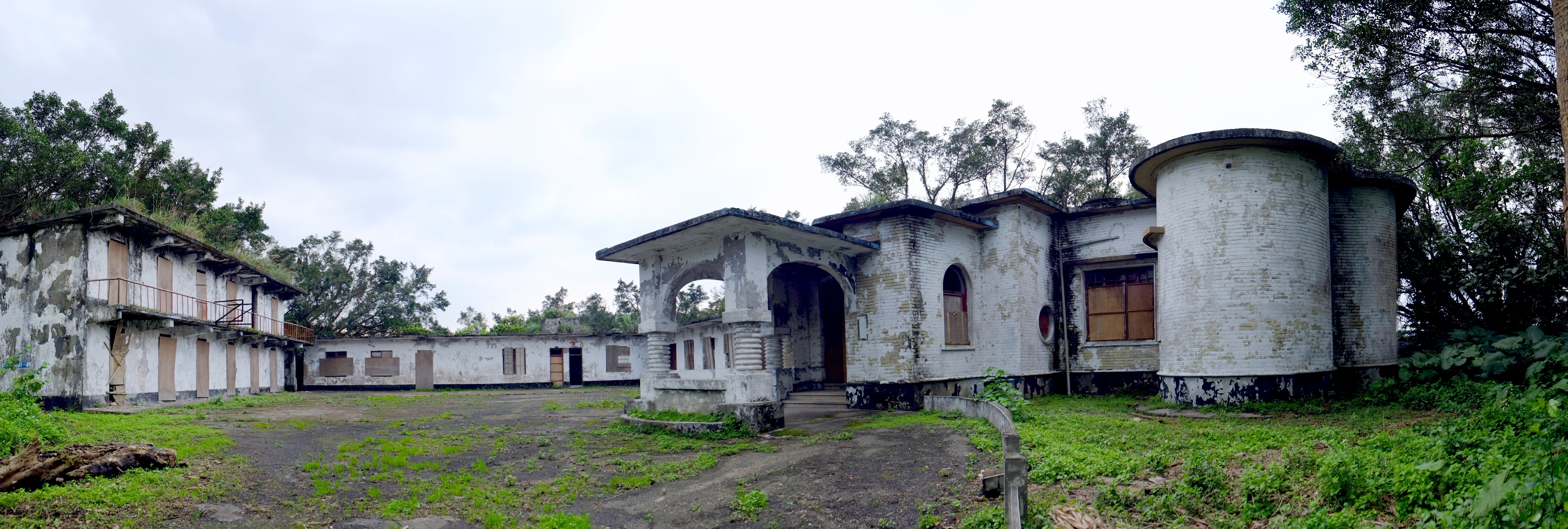
修復前的松本記念館園區
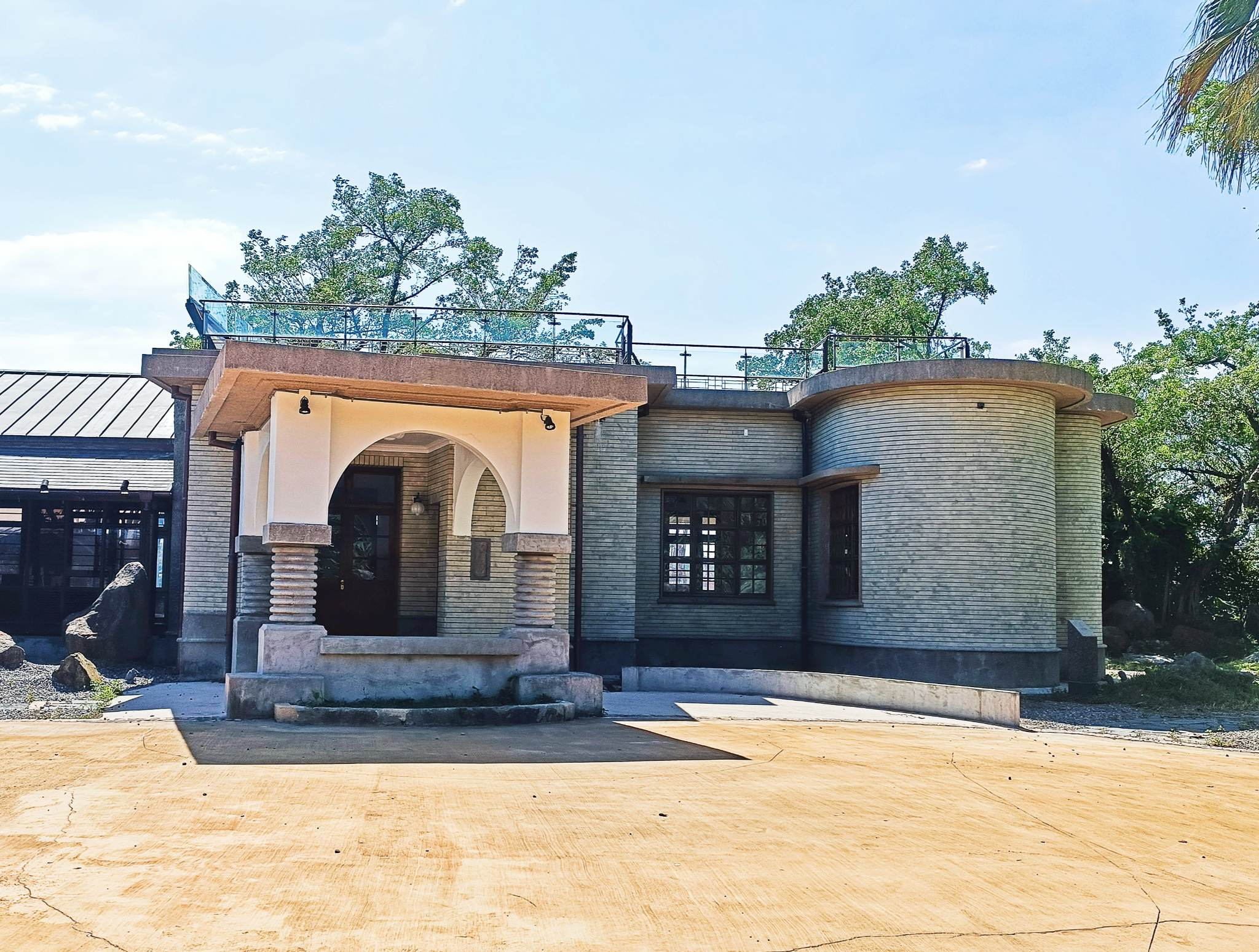
修復完工後的松本記念館正立面
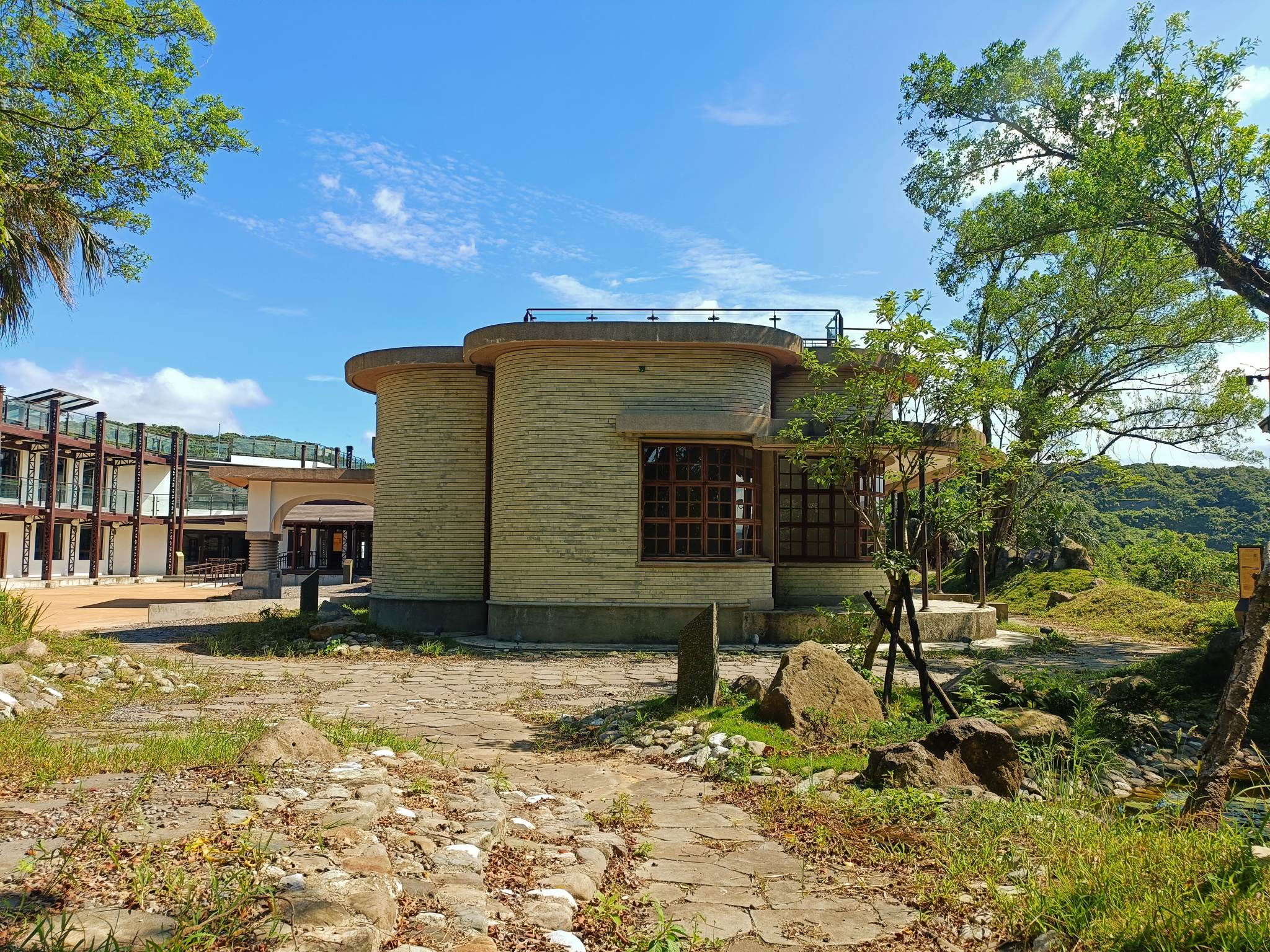
修復完工後的松本記念館園區
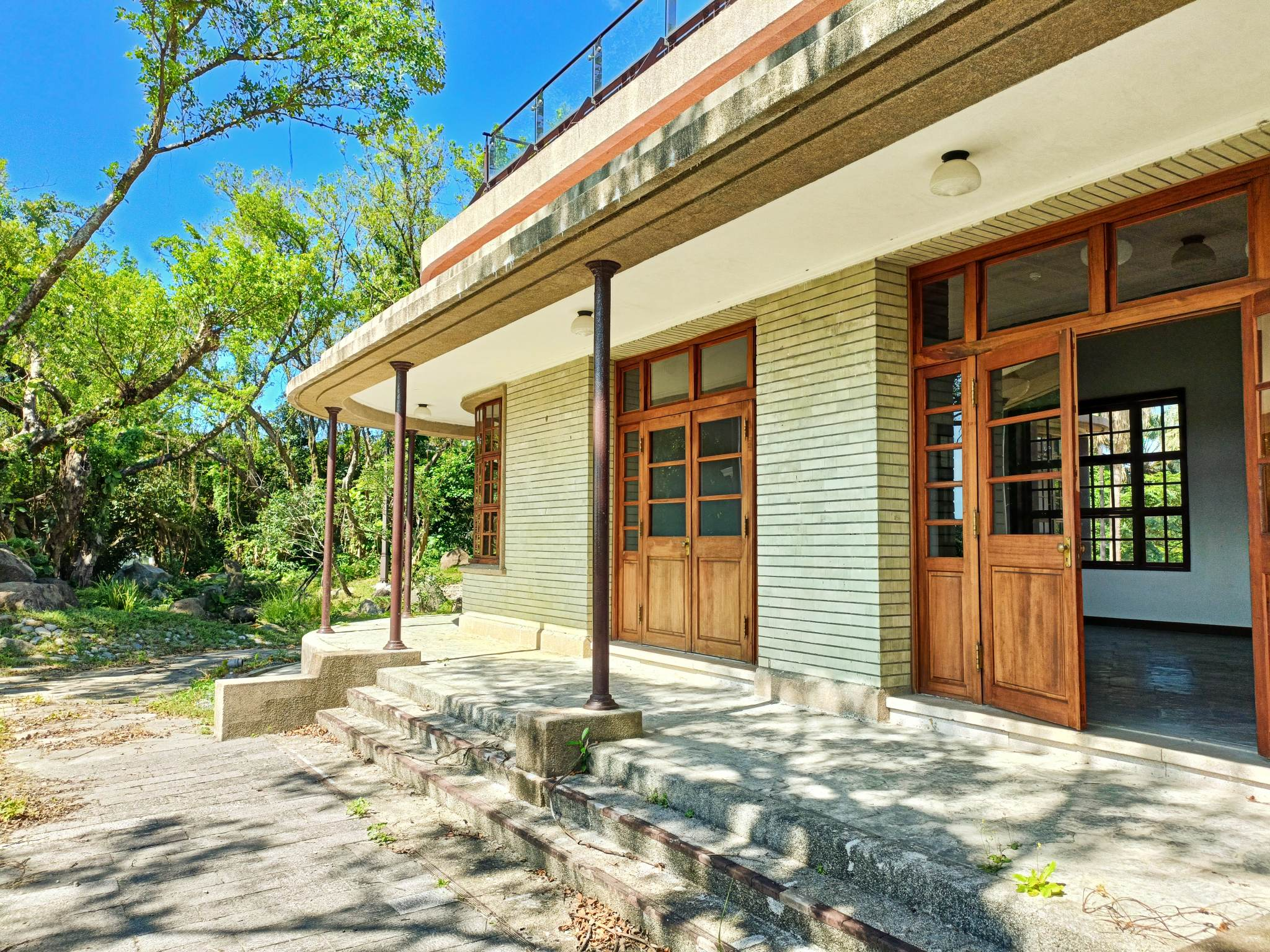
松本記念館走廊

松本紀念館建築共以洋館、和館兩大建築所組成，當前僅存洋館部分，和館在二戰時期收到空襲因素損毀，已經消失。區內尚有其他零星建築，如廁所、廚房、營舍、哨所等設施。
其中，洋館為和洋折衷樣式，建築配置包括入口哨所、廣場、建物主體和門廊。外觀呈現數層不同高度的平屋頂、上下錘窗以及溝面磚，其中門廊是最具特色的部分，包括三根螺旋狀門柱、一個位於門柱中間的半圓拱和兩個採用三心拱式樣的出入口。門廊的側邊則由數個弧形柱狀組成的平面結構。建築外觀呈現出數層不同高度的平屋頂、上下錘窗和使用溝面，突出部的外牆使用了溝面磚貼面，最初落成工程費約2萬5,000圓。，館內有座由名雕塑家鮫島臺器所做的松本虎太塑像。在開館日當天邀請了松本虎太夫婦到場並致贈感謝狀
和館內有大廣間，以及10疊、8疊大小的日本室，其餘還有化粧室、料理場、浴場、雇人室等。
在2019年的修復再利用之工程計畫中，洋館以原貌修復工法進行復原。和館基礎遺構則以殘跡保存形式保存，並在外側加蓋鋼構設施以進行保護和展設使用，戰後所興建的國軍營區則以鋼結構補強工法，預定作為園區營運空間使用。
園區入口側仍存有一座於清代時期建造的的子藥房，該建築在修復工程中以原貌形式復原。

## 外部連結
- 松本紀念館 - 文化部文化資產局 （页面存档备份，存于）
- 松本紀念館 - 大基隆歷史場景再現整合計畫 （页面存档备份，存于）